# بونا ديا (أسطورة)
بونا ديا (بالإنجليزية: Bona Dea)‏ وتكنى (بالربة الطيبة) في الميثولوجيا الرومانية، هي ربة خصب رومانية، عبدت بشكل خاص من قبل عقيلات الرومان. تشرف على كل من العذرية والخصوبة في النساء. إنها ابنة الرب فونوس Faunus وأحيانا يطلقون عليها نفسها اسم فونا Fauna. لها معبد على هضبة أفينتيني.
ربة الخصب التي عبدتها النساء فقط، توحدت بونا ديا (معناها الربة الطيبة) مع فاونا ومايا وأوبس وريا.

## طقوس سرية
طقوسها السرية، تقام في الرابع من كانون الأول (ديسمبر) لا تقام هناك بل في منزل حاكم روماني بارز. ولا يحضر هذا العيد إلا النساء، ويزال من المنزل كل ما يدل على الرجال والوحوش من صور وتماثيل.
وفي هذه اللقاءات السرية يمنع التحدث بكلمتين وهما “خمر" و” مارتل” (نوع من الشجر) لأن فونوس قدم لها خمرا أسكرها وضربها بعصا من المارتل. ويقام عيدها في الأول من أيار (مايو). وكذلك لا يسمح للرجال بالحضور إلى هذا العيد العلني.

## وصفها
وكانت كذلك ربة الطب، فكان يأتي المريض إلى حديقة معبدها ويتعاطى الأعشاب الطبية. وترسم بونا دیا وهي جالسة على عرش وترفع الكورنوكوبيا (قرن الوفرة). ومن سماتها الأفعى، كرمز للصحة، وكانت الأفاعي المقدسة تربي في معبدها في روما، إشارة إلى طبيعتها القضيبية. ويمكن العثور على صورتها على المسكوكات.

## أوفيد وبونا ديا
وذكرها الشاعر أوفيد في قصيدة في كتابه المسمى (قيثارة الحب)، فقال واصفا طقوسها:
"حين تكون طقوس (بونا ديا) محرمة على عين
الرجال باستثناء أولئك الذين تدعوعم بنفسها،
وحين يقوم التابع على حراسة ثيابك في الخارج،
بينما تمنحك الحمامات مجالا واسعا للتزود بالمتع المختلسة،
وحين يمكنك عند الحاجة أن تجدي صديقة متوعكة وهي مستعدة أن تعيرك سريرها،
رغم مرضها، وحين تبين لنا فتاحة الأقفال كيف نستطيع أن نفتح - ونختار،
فهل من أبواب للخروج فحسب يمكنك استخدامها؟".

## معرض صور

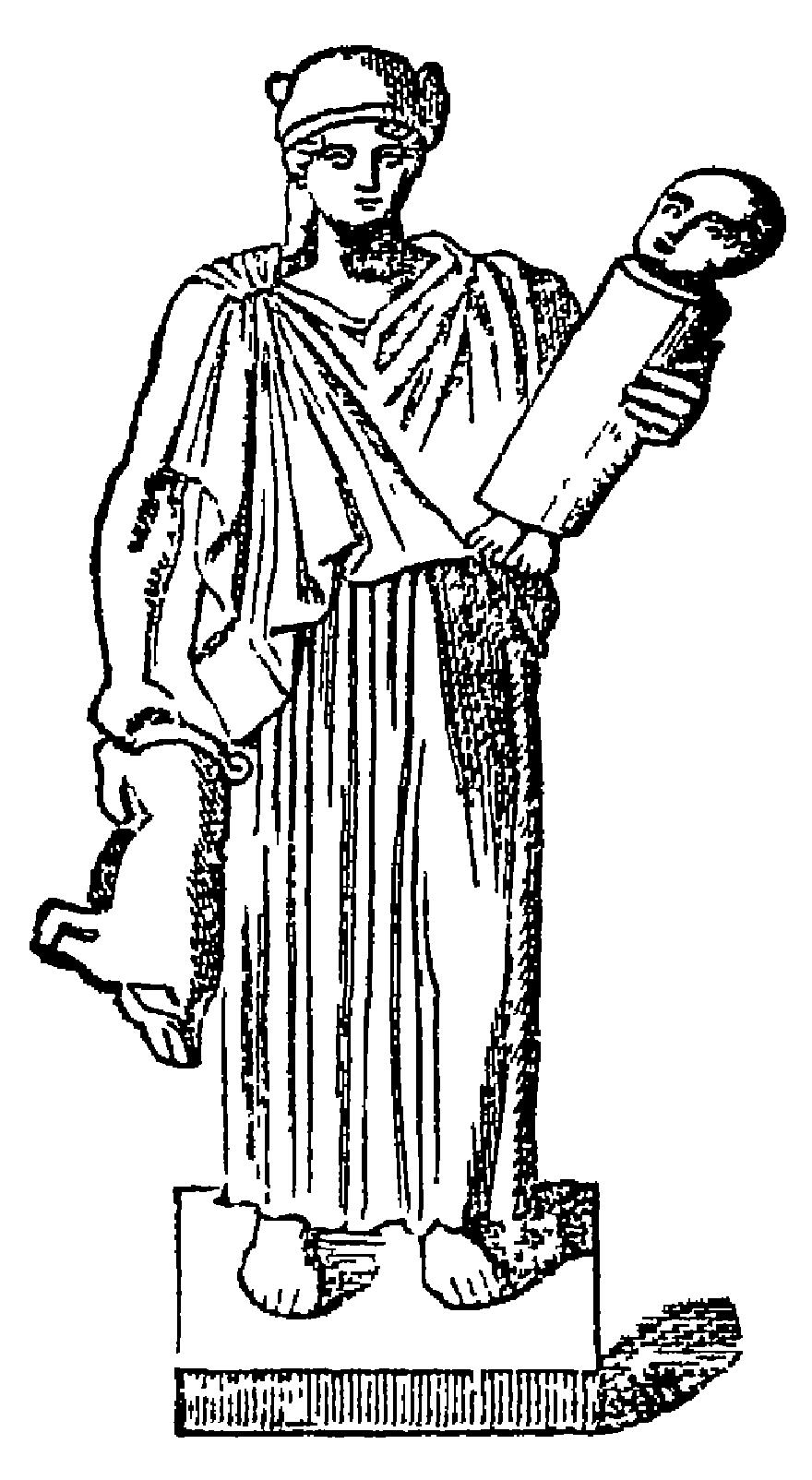
بونا ديا
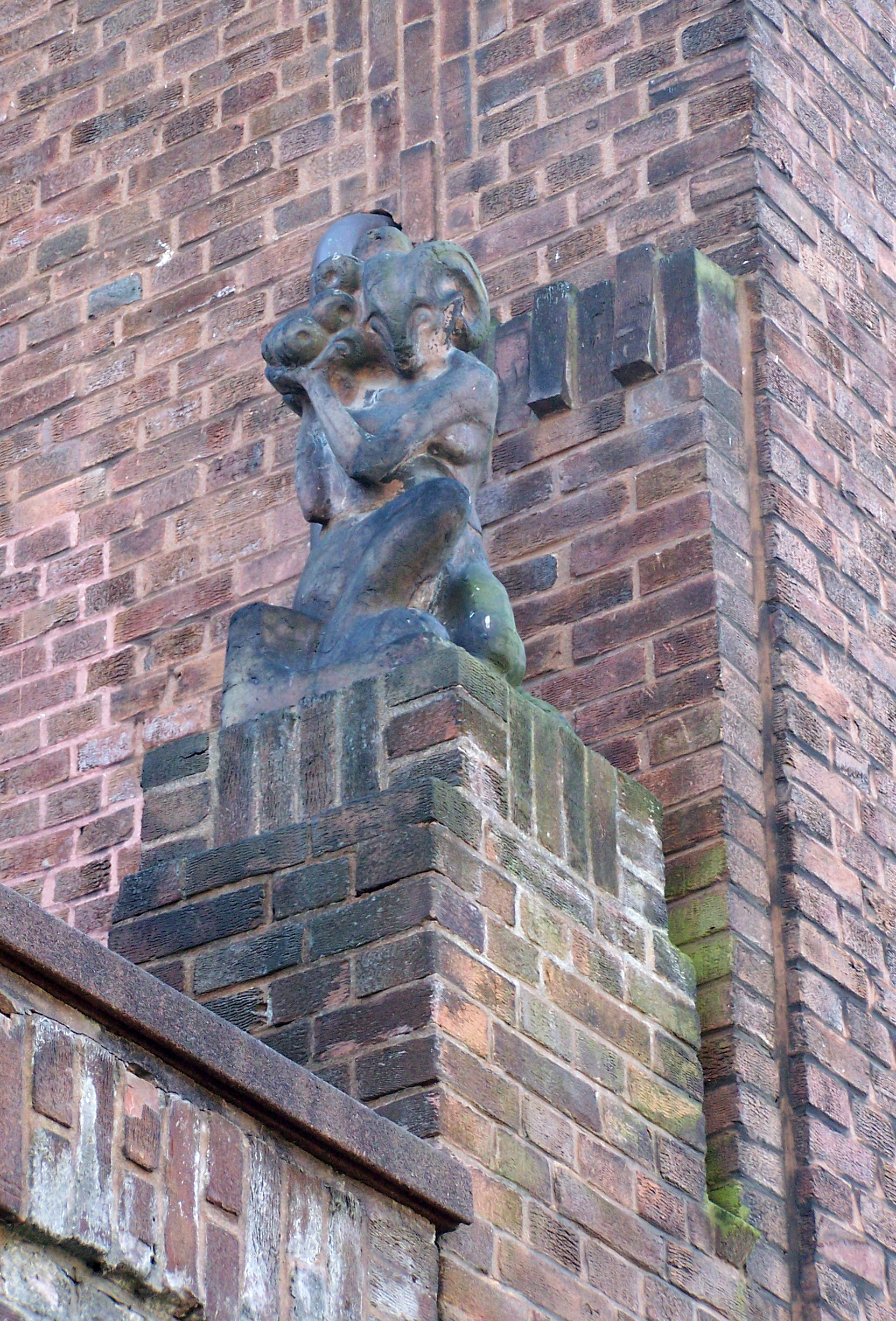
بونا ديا (بالإنجليزية:  Bona Dea) وتكنى (بالربة الطيبة)